# コンスタル102N
102Nは、ポーランドで開発された路面電車車両。従来の車両から構造を変更した連接車で、狭軌（メーターゲージ）用の802Nと共にポーランド各地の路面電車に導入された。

## 概要・運用
ポーランドの鉄道車両メーカーのコンスタル（現：アルストム）は、1950年代以降アメリカ合衆国で開発された高性能路面電車・PCCカーの技術を用いた路面電車車両である13Nの製造が実施された。1969年まで製造されたこの車両の後継として開発されたのが102Nである。
駆動装置や制動装置（発電ブレーキ、ディスクブレーキ、電磁吸着ブレーキ）を始めとした主要機器は13Nと同型であった一方、車体の構造は大きく変更され、ボギー車であった13Nからより収容力が高い連接車（2車体連接車）に変更された。これにより定員数は13Nの125人から182人へと増加した他、連接部分には主電動機が搭載されていない付随台車が設置された。また、前面形状も変更され、正面の窓が車体側へ斜め方向に傾いた構造が採用された。

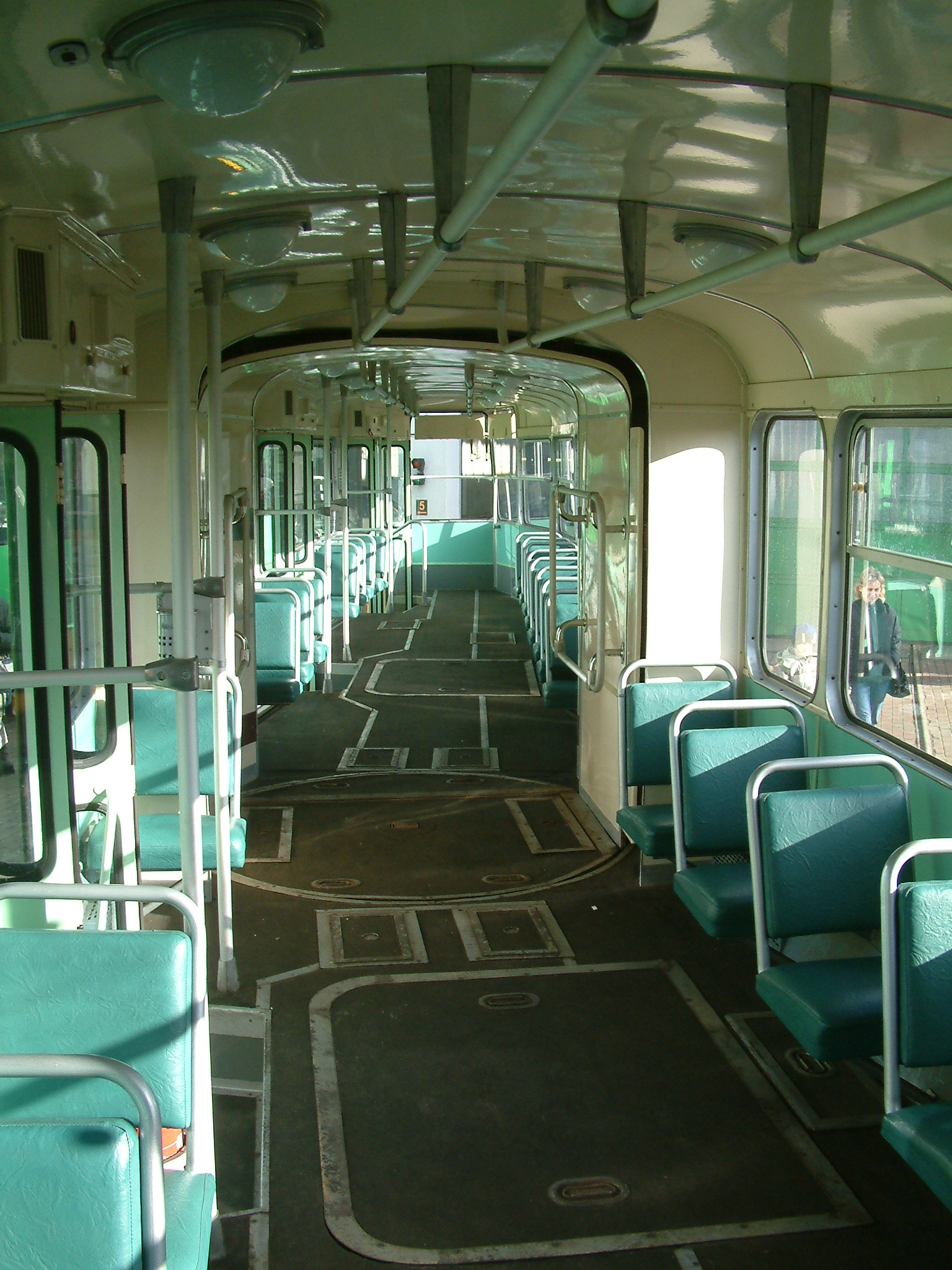
車内
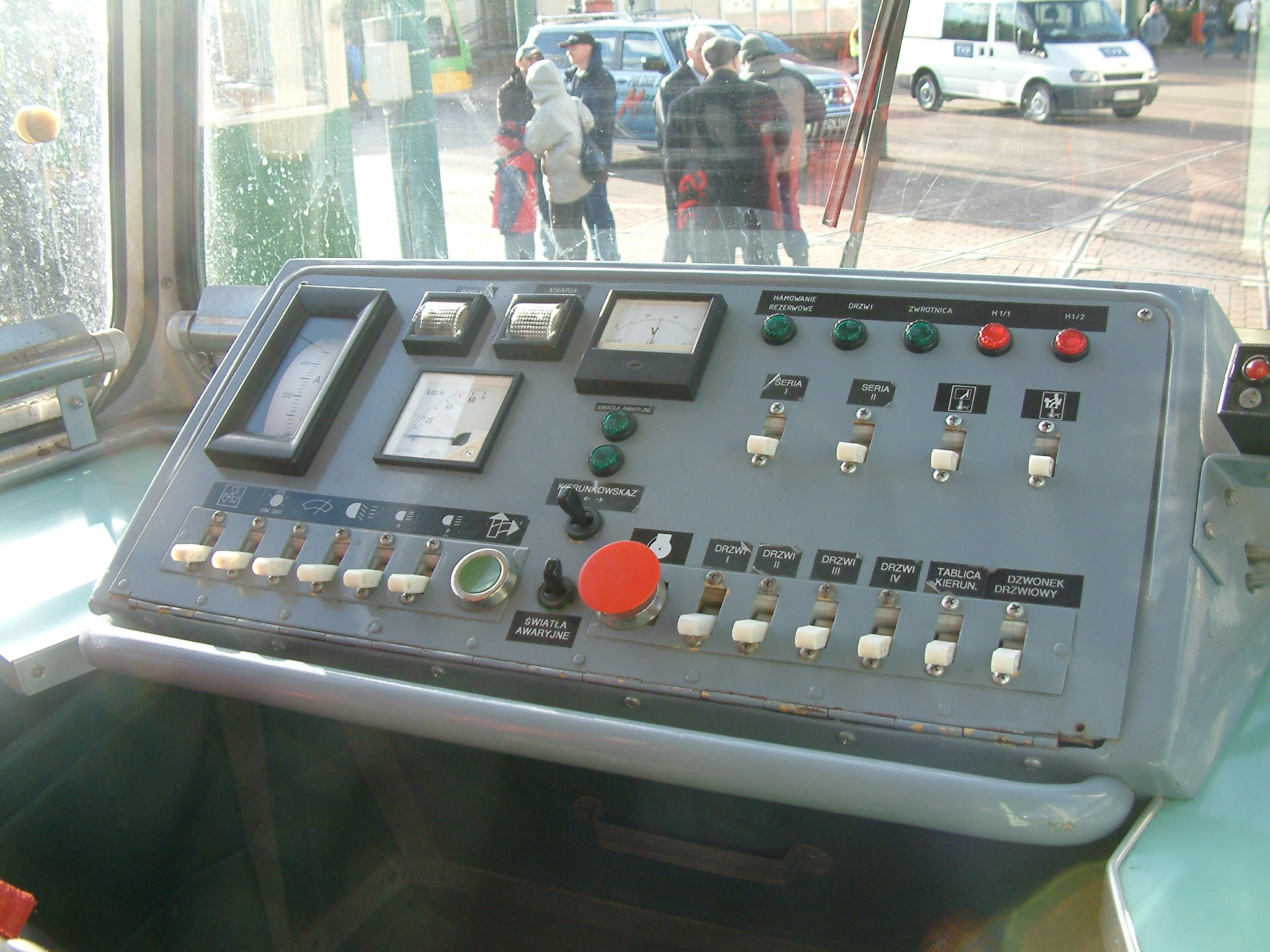
運転台

1967年から開発が始まり、1969年以降ポーランド各地の路面電車へ投入された。この102Nは標準軌（軌間1,435 mm）に対応した車両であったが、1970年にはメーターゲージ（軌間1,000 mm）に対応した802Nの製造も実施された。だが、車体側へ斜めに傾いた前面窓は夜間に前照灯などの光が反射し視認性が低下する欠点があり、製造は同年をもって終了し、以降は前面形状を13Nと同型とした102Naへと移管した。
2021年現在、営業運転に使用されている都市は存在しないものの、102Nの一部が各地で動態保存されている他、シレジア・インターアーバンには事業用車両に改造されたものが残存する。

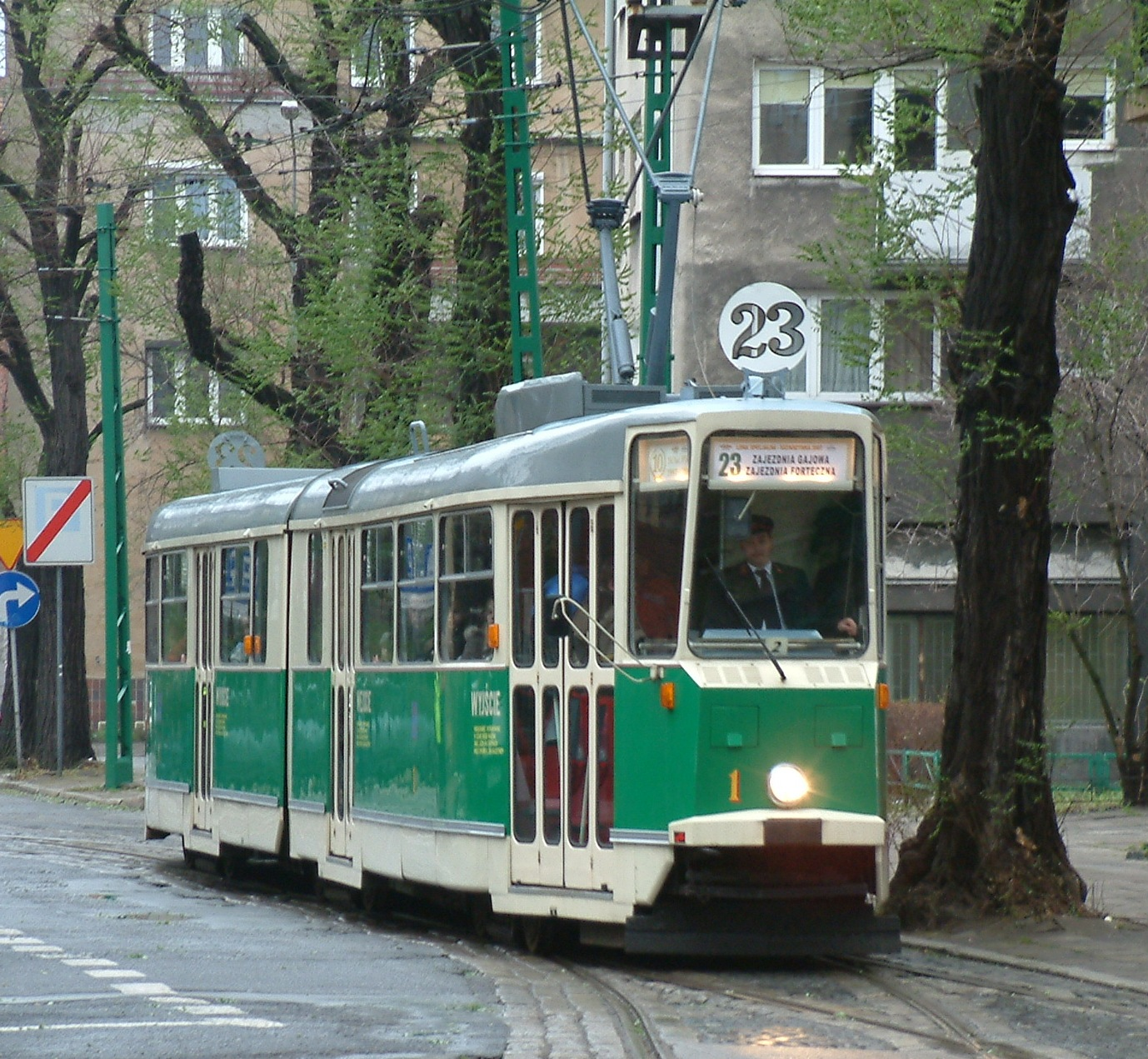
ポズナン（ポズナン市電） （2007年撮影）
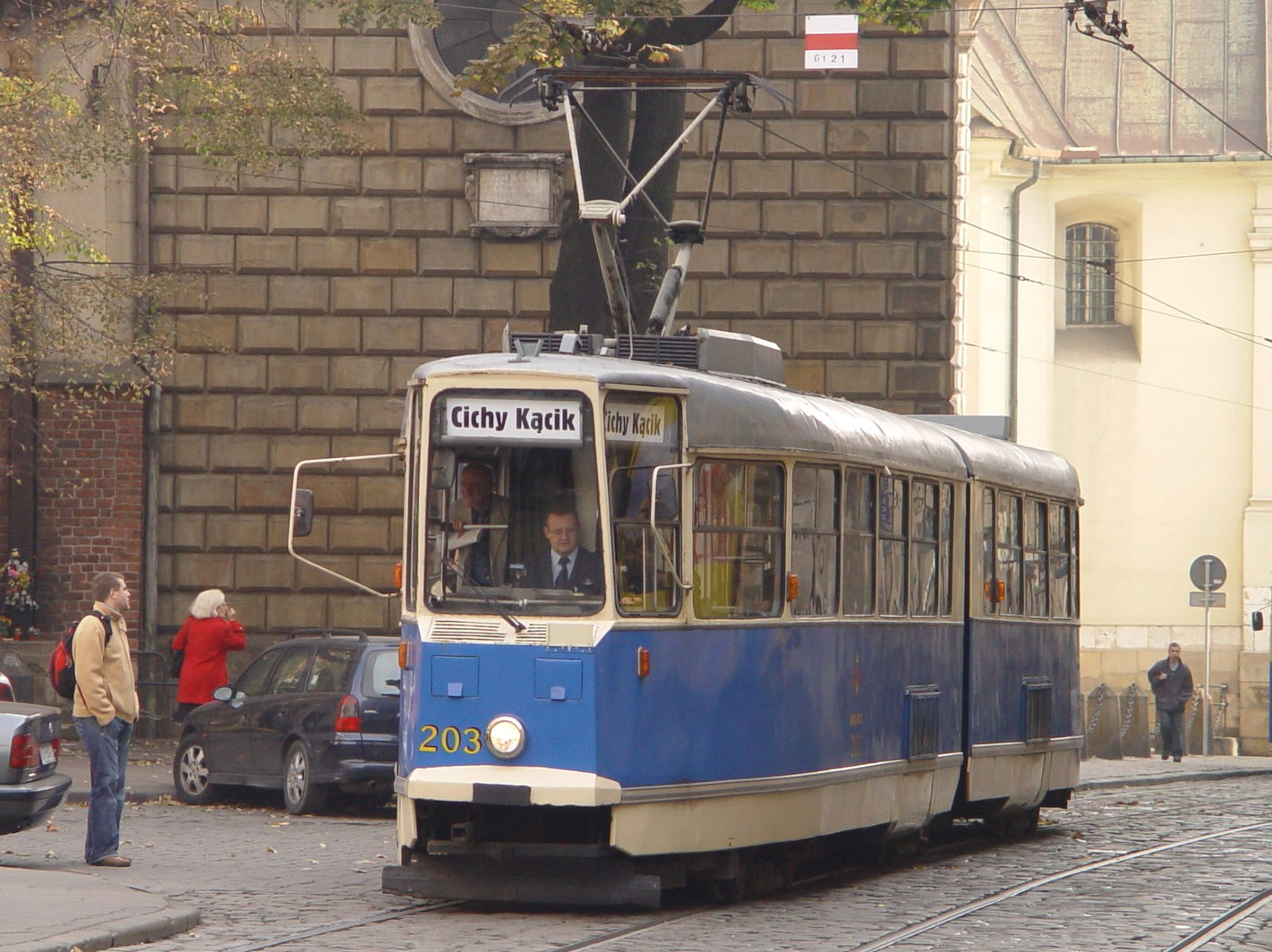
クラクフ（クラクフ市電（ポーランド語版）） （2005年撮影）
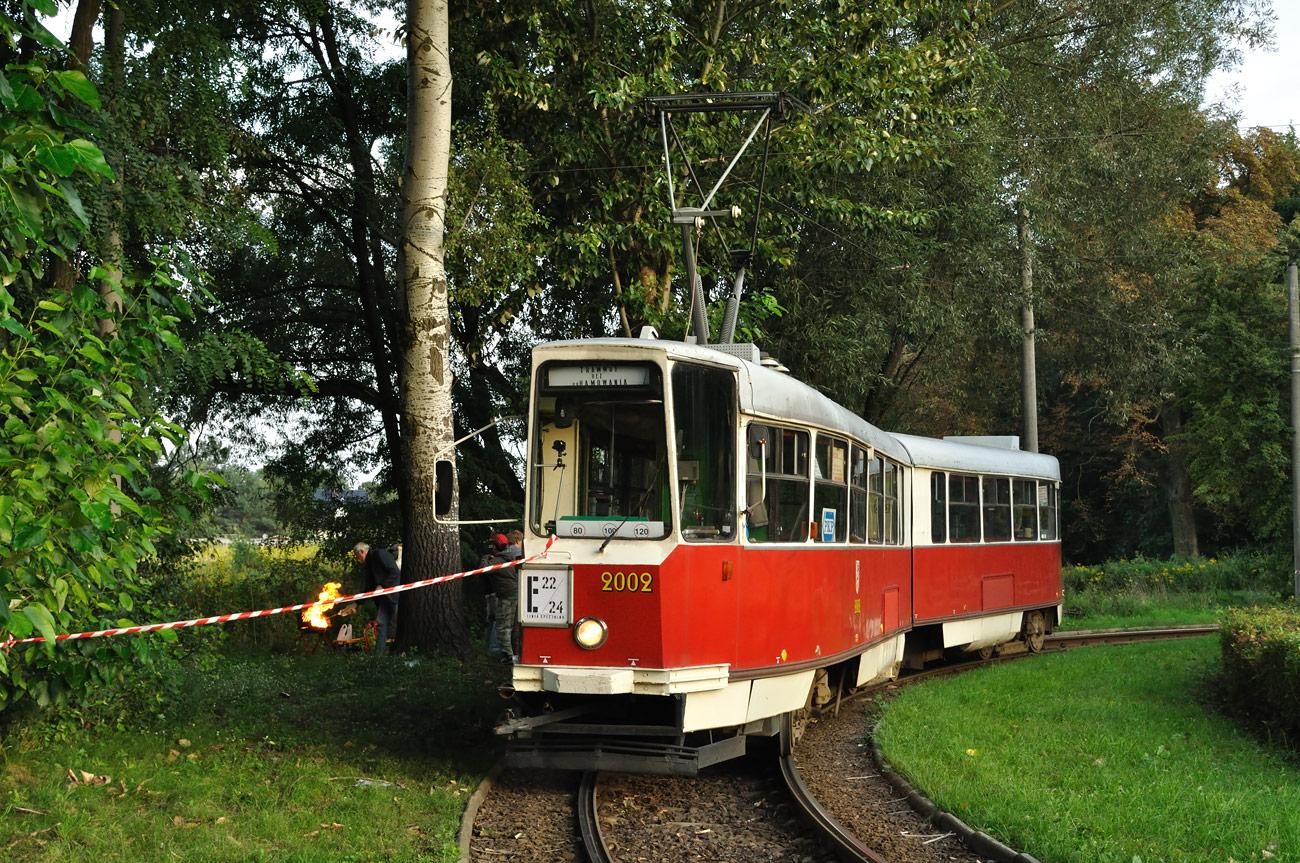
ヴロツワフ（ヴロツワフ市電（ポーランド語版）） （2010年撮影）

## 導入都市
102Nおよび802Nが導入された都市は以下の通りである。
| 形式 | 導入都市                                            | 備考・参考   |
| ---- | --------------------------------------------------- | ------------ |
| 102N | グダニスク （グダニスク市電）                       | [ 5 ] [ 7 ]  |
| 102N | アッパーシレジア地方 （シレジア・インターアーバン） | [ 5 ] [ 8 ]  |
| 102N | クラクフ （クラクフ市電）                           | [ 5 ] [ 9 ]  |
| 102N | ポズナン （ポズナン市電）                           | [ 5 ] [ 10 ] |
| 102N | ヴロツワフ （ヴロツワフ市電）                       | [ 5 ]        |
| 802N | ウッチ （ウッチ市電）                               | [ 2 ]        |